# Jess Pratt (cyclisme)
Pour les articles homonymes, voir Pratt et Jessica Pratt (homonymie).
Jessica Jess Pratt, née le 9 octobre 1997 à Greenville, au Michigan (États-Unis), est une coureuse cycliste professionnelle australienne d'origine américaine. Professionnelle au sein de l'équipe cycliste Canyon-SRAM Racing en 2020, elle rejoint ensuite Torelli puis Bridgelane.

## Biographie
En dehors du cyclisme, Jessica Pratt est infirmière.

## Palmarès
- 2014
  -  Médaillée d'argent du championnat d'Océanie sur route juniors
- 2015
  -  Championne d'Australie sur route juniors
  -  Médaillée de bronze du championnat d'Océanie sur route juniors
  - 9e du championnat du monde sur route juniors
- 2017
  - 5e étape du Tour cycliste féminin international de l'Ardèche
- 2019
  - Tour of the King Valley
  - 3e du championnat d'Australie sur route espoirs
- 2020
  - 9e du Santos Women's Tour
- 2024
  - Tour de Malte

### Classements mondiaux
| Année                                 | 2017 | 2018 | 2019 | 2020 | 2021 | 2022  | 2023  |
| ------------------------------------- | ---- | ---- | ---- | ---- | ---- | ----- | ----- |
| Classement UCI                        | 190e | nc   | 981e | 271e | nc   | 1155e | 1037e |
| UCI World Tour                        | 135e | nc   | nc   | nc   | nc   | nc    | 280e  |
|                                       |      |      |      |      |      |       |       |
| Légende : nc = non classéSource : UCI |      |      |      |      |      |       |       |